# Hippasos
Hippasos din Metaponte  (sau Hippasus, în greaca veche: Ἵππασος) a fost un filozof al Greciei antice din secolul al V-lea î.Hr., aparținând de școala pitagoreică. I se atribuie descoperirea existenței numerelor iraționale.

## Viața
Nu se prea cunosc detalii despre viața sa. Se pare că a trăit pe la sfârșitul secolului al V-lea î.Hr. Patria sa de origine era Metapontion (azi Metaponto, Italia), Magna Graecia, iar alți autori susțin că ar fi fost Crotone.

## Doctrina
În lucrarea sa Metafizica, Aristotel susține că Hippasos considera focul ca element primar, cauză a tuturor lucrurilor.
Diogene Laerțiu îl considera pe Hippasos adept al principiului conform căruia universul ar fi limitat în spațiu și timp.
Lui Hippasos i se atribuie și unele studii privind teoria muzicală. Se presupune în acest sens că, utilizând discuri de bronz de diferite mărimi, ar fi descoperit raporturile armonice fundamentale: 2:1, 3:2 și 4:3.

## Numerele iraționale
Pitagoreicii susțineau că toate numerele pot fi scrise ca raportul unor numere întregi. Conform unor relatări Hipassus ar fi descoperitîn secolul V î.Hr. că secțiunea de aur Φ este un număr care nu este nici întreg (ex: 1;2;...), nici măcar raportul dintre două numere întregi (precum fracțiile 1/2, 7/6, 45/90 etc., care sunt cunoscute în ansamblu drept numere raționale), ca atare adepții faimosului matematician grec Pitagora și anume pitagoreicii au fost extrem de șocați. Concepția pitagoreică despre lume se baza pe o extremă față de arithmos - adică proprietățile intrinseci ale numerelor întregi și ale fracțiilor lor - și presupusul lor rol în cosmos. Înțelegerea faptului că există numere precum Φ a pricinuit o adevărată criză filozofică.
Filozoful și istoricul Iamblichos, descendent al unei familii de nobili sirieni, descrie reacția violentă cu privire la această descoperire: „Ei spun că primul om care le-a dezvăluit natura incomensurabilității celor nedemni de a o cunoaște a fost atât de detestat, încât nu numai că a fost exclus din asociația și modul de viață al pitagoreicilor, ci i s-a construit și mormântul, ca și cum fostul lor coleg ar fi plecat dintre cei vii”.
Conform unor relatări, faptul că Hippassos a demonstrat și a divulgat secretul existenței numerelor iraționale a determinat pedepsirea acestuia. Astfel, conform unor relatări, pentru acest lucru ar fi fost aruncat în apa mării. Alții susțin că pedeapsa i-a fost acordată deoarece a dezvăluit secretul construcției dodecaedrului regulat înscris într-o sferă.
În orice caz, astfel de numere iraționale apar și în cazul utilizării raportului de aur pentru construcția pentagonului.